# ALLEGRO

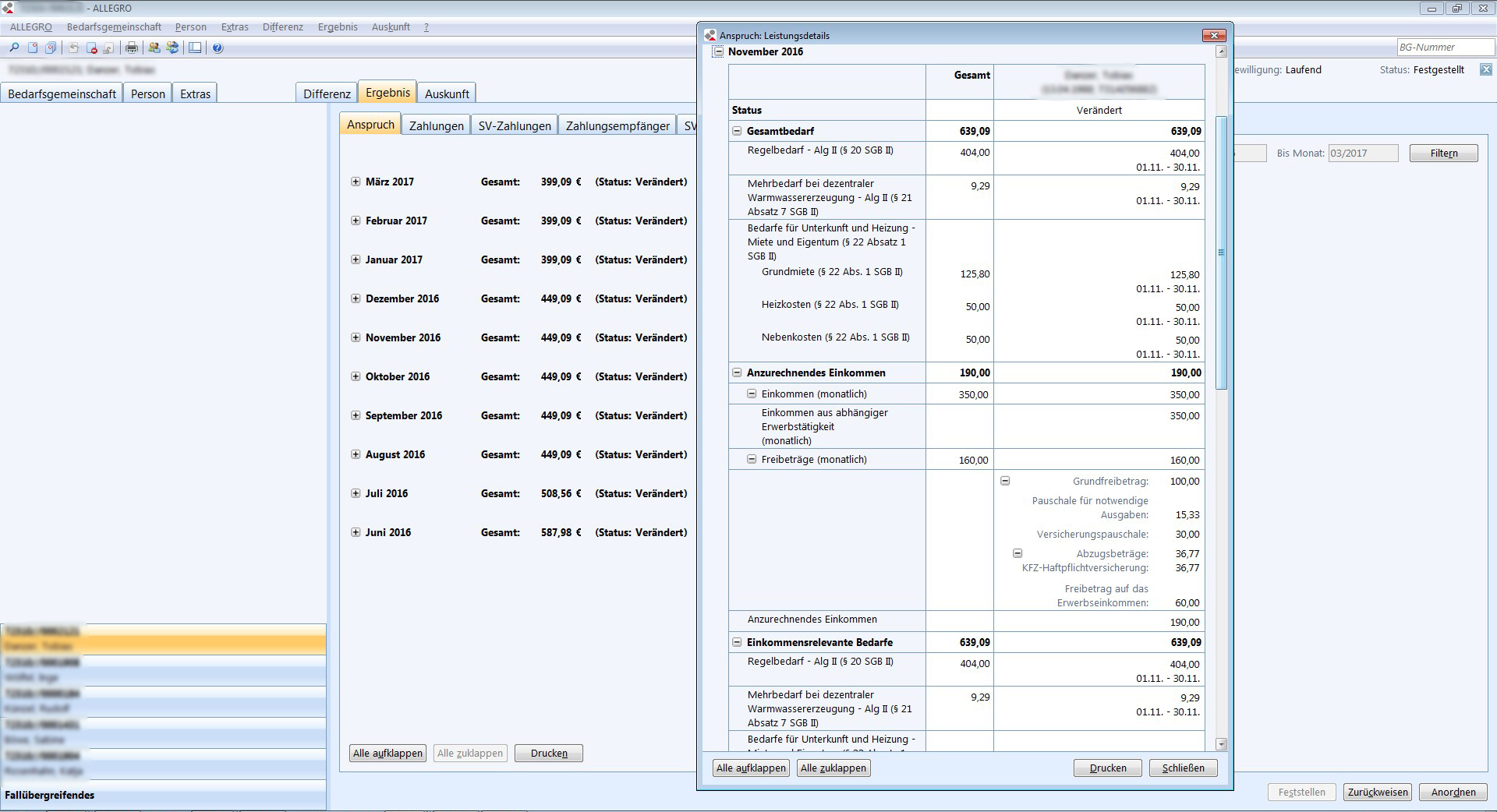
Eingabemaske der Leistungsdetails in ALLEGRO

Eingabemaske der Erwerbseinkommen in ALLEGRO

Eingabemaske der Sanktionen in ALLEGRO

Eingabemaske der Unterkunftskosten in ALLEGRO

Übersichtsseite (Personenübersicht) in ALLEGRO

ALLEGRO (Abkürzung für „Arbeitslosengeld II Leistungsverfahren Grundsicherung Online“) ist eine Software zur Leistungsberechnung des Arbeitslosengelds II in Jobcentern. ALLEGRO löste die Vorgängersoftware A2LL von August 2014 bis Juni 2015 schrittweise ab. Letztere war seit Einführung des Arbeitslosengeldes II im Jahre 2005 in Verwendung.

## Technik
ALLEGRO ist eine in Java geschriebene Anwendung auf der Grundlage servicebasierter Architektur und einer umfassenden Einbindung in die Systemlandschaft der BA, im Wesentlichen zum Archivsystem, Zahlungssystem sowie verschiedenen Stammdatensystemen. Der Zugriff zur Nutzung erfolgt gesichert über das Internet; der Zugriff zur Administration dagegen ausschließlich über das Intranet der Bundesagentur für Arbeit (BA), betreut vom IT-Systemhaus der BA in Nürnberg.

## Aufbau des Programmes
ALLEGRO teilt sich in vier Anwendungsbereiche auf. Diese sind das Bearbeitungssystem, die Differenzanzeige, die Ergebnisanzeige sowie das Auskunftssystem. Das Bearbeitungssystem stellt den fachlichen Eingabebereich für Detailinformationen zum Sachverhalt dar und es werden alle Änderungen an den Daten vorgenommen. In der Differenzenanzeige werden alle seit dem letzten Anordnen erfassten, geänderten und entfernten Daten aufgelistet. Sie zeigt die Differenz zwischen Alt- und Neustand, also die Änderungen, die am Datenbestand des Leistungsfalles vorgenommen wurden. Je nach Fallkonstellation können hier die erfassten bzw. geänderten Daten zu der Bedarfsgemeinschaft oder einer Person angezeigt werden. Das Ergebnissystem zeigt die Berechnungen zu den erfassten bzw. geänderten Daten an. Das Auskunftssystem bietet die Möglichkeit alle Daten zu einem bestimmten Leistungsfall einzusehen. Dies dient zum einen der Information und ermöglicht es, den Leistungsfall und seinen Verlauf lückenlos nachzuvollziehen. Zum anderen ist das Auskunftssystem die Grundlage für eine qualifizierte Auskunft an den Leistungsempfänger oder Dritte und damit unverzichtbar bei Fragen und Unklarheiten. Das Auskunftssystem stellt immer den aktuellen, angeordneten Stand des Leistungsfalles dar.

## Umstellung von A2LL
Für die Empfänger des Arbeitslosengeld II-Leistungen verlief die Umstellung von A2LL nach ALLEGRO relativ reibungslos. Die Leistungsfälle wurden jeweils im Zuge einer Weiterbewilligung manuell, da eine automatische Übernahme nicht möglich war, durch die Mitarbeiter der Leistungsabteilung und zusätzlichen Mitarbeiter der Jobcenter im neuen Programm erfasst. Die wesentliche Änderung für die Leistungsempfänger war die Vergabe einer neuen Bedarfsgemeinschaftsnummer (BG-Nr.). Diese setzt sich dann aus fünf Stellen zusammen, die aus der jeweiligen Jobcenter Organisations-Nummer besteht, zwei Querstrichen und einer siebenstelligen individuellen Nummer (z. B. 12345//0123210). Damit hat jeder Leistungsempfänger weiterhin zwei Aktenzeichen beim JobCenter eine Bedarfsgemeinschaftsnummer und einer weiteren Arbeitslosennummer (Kundennummer).